# ЄКнига
єКнига — державна програма підтримки, в рамках якої 18-річні громадяни України можуть протягом року отримати грошову допомогу (сумою 908,4 гривень) на придбання книжок. Протягом трьох місяців (починаючи з 1 січня 2024) можна витратити виключно на купівлю паперових, електронних і аудіокниг українською мовою в книгарнях та видавництвах-учасниках програми.
На реалізацію програми «єКнига» у 2024 році в державному бюджеті України передбачено фінансування розміром 172,5 мільйонів гривень.

## Передумови
17 червня 2024 року Володимир Зеленський підписав Закон України щодо уточнення діяльності Українського інституту книги з підтримки розповсюджувачів видавничої продукції та надання державної допомоги на придбання книг.
Попри фінансові труднощі пов'язані зі вторгненням Росії в Україну, у державному бюджеті на 2025 рік на сферу культури і стратегічних комунікацій виділено 11,3 млрд грн, з яких 10,5 млрд — із загального фонду державного бюджету. Загалом фінансування сфери культури та державних медіа збільшилося на 7 %. Зокрема, Український культурний фонд отримав 250 млн грн (+15 % порівняно з 2024 роком), що «спрямовані на підтримку культурних і креативних індустрій». Український інститут книги має 278,6 млн грн на «популяризацію української літератури та підтримку книговидавництва».
Опитування «Що читає молодь?», організоване U-Report разом з Українським інститутом книги та Міністерством культури та інформаційної політики України, проводилося з 29 липня по7 серпня 2024 року. У ньому взяли участь 7866 респондентів. Його метою було вивчити читацькі звички та уподобання молоді щодо книжок, зокрема виявити частоту читання, переваги форматів літератури, джерела отримання книг. Результати опитування допоможуть удосконалити програму державної підтримки на придбання книжок 18-річними. За даними опитування, більшість респондентів (52,8%) читають книги регулярно, щодня або кілька разів на тиждень. Майже третина опитаних (33,3%) читає книги періодично, кілька разів на місяць або кілька разів на рік. Тільки 7% респондентів зазначили, що ніколи не читають.

## Історія
Програма стартувала 16 грудня 2024 року; реалізована Міністерством культури та стратегічних комунікацій України спільно з Міністерством цифрової трансформації України та Українським інститутом книги за сприяння «Проєкту підтримки Дія», що Програма розвитку ООН в Україні реалізує за фінансування Уряду Швеції. За її умовами, громадяни України, яким виповнилося 18 років у 2024 році або виповниться у 2025 зможуть із настанням повноліття отримати допомогу від держави на купівлю книжок українською мовою. Список учасників програми опублікований для загального доступу. Подати заяву можна за допомогою додатку Дія. Для участі у програмі необхідно мати паспорт України (ID-картку або закордонний) і податковий номер (РНОКПП) у Дії.
Оплатити придбання книг можна у безготівковій формі: з використанням технології NFC на терміналі в фізичному магазині або з використанням реквізитів картки «єКнига» в онлайн-книгарні. Крім того, через рік після закінчення воєнного стану при народженні дитини таку допомогу зможе отримати один із батьків чи її законний представник. Саме ці категорії обрані, аби «заохотити молодь читати книги» та підтримати сім'ї з маленькими дітьми. Програма «єКнига» фінансується з державного бюджету та є «кроком до популяризації української книги».
Податися на програму можна від дня, коли людині виповнилося 18 і аж до дня, коли виповниться 19 років.
У січні 2025 року запустили флешмоб #єКнига18, в межах якого відомі українці діляться переліками книжок, які хотіли б прочитати у віці 18 років.

## Статистика
Станом на перший квартал 2025, з грудня 2024 року програмою скористалися 317 334 громадян України. Витрати на книги склали майже 68 мільйонів гривень. За даними Міністерства цифрової трансформації України, статевий розподіл користувачів такий: 64,52% — жінки, 34,48% — чоловіки. Станом на 1 травня 2025 року, 23 мільйони лишаються на рахунках отримувачів невитраченими. 
Користувачі програми надають перевагу онлайн-книгарням на противагу стаціонарним магазинам: 66,58% проти 33,42% відповідно. Загальна кількість придбаних книг складає 214 978 штук, серед яких — 3 135 електронні. 

### Найпопулярніші книгарні й видавництва
Найпопулярнішими книгарнями є такі:
- Yakaboo (28,30%);
- Книгарня Є (25,41%);
- Клуб сімейного дозвілля (24,06%);
- Рідіт (5,90%);
- Книголенд (4,02%).

Найпопулярнішими видавництвами:
- Клуб сімейного дозвілля (20,86% / 44 854)
- Vivat (14,36% / 30 876)
- BookChef (13,10% / 28 171)
- Ранок (5,88% / 12 650)
- Видавництво Старого Лева (3,71% / 7 982)

### Найпопулярніші книги
У переліку найпопулярніших книг переважають зарубіжні автори (88%), з них домінує романтична та підліткова література. Серед українських авторів, автори бестселерів — Володимир Станчишин, Ілларіон Павлюк, Андрій Сем'янків. Існує високий інтерес до книг із психології, зокрема таких, що порушують теми ментального здоров'я, а також підвищений попит на серії книг — багато бестселерів є частинами циклів.
Найпопулярніші книги:
- Коллін Гувер «Покинь, якщо кохаєш» (Vivat) — 3093 примірники;
- Карлтон Х. Д. «Гра в кота і мишу. Книга 1: Переслідування Аделіни» (BookChef) — 2459;
- Тейлор Дженкінс Рід «Сім чоловіків Евелін Г'юго» (Артбукс) — 1979;
- Бріанна Вест «Тією горою є ви. Як перетворити самосаботаж на силу» (BookChef) — 1749;
- Джим Ловлесс «Іди туди, де страшно. І матимеш те, про що мрієш» (BookChef) — 1698;
- Карлтон Х. Д. «Гра в кота і мишу. Книга 2: Полювання на Аделіну» (BookChef) — 1580;
- Пенелопа Дуглас «Панк 57» (КСД) — 1523;
- Коллін Гувер «Залишся, якщо кохаєш» (Vivat, 2023, 2024) — 1500;
- Володимир Станчишин «Стіни в моїй голові. Жити з тривожністю і депресією» (Віхола) — 1436;
- Лора Новлін «Якби він був зі мною» (Видавництво РМ, 2023, 2024) — 1425.[12]